# Ненимяки
Ненимя́ки (фин. Nenimäki, Nenimäisi) — деревня во Всеволожском районе Ленинградской области. Входит в Куйвозовское сельское поселение.

## Название
В переводе с финского языка название деревни означает край горы.

## История
Первое картографическое упоминание — мыза и две деревни Ненемяки, на карте Санкт-Петербургской губернии генерал-лейтенанта Ф. Ф. Шуберта, в 1834 году.

НИНИМЯКИ —  мыза, принадлежит Марии Бюрберг коллежской советницы наследникам, местопребывание пристава.

Состоящая из деревень:

Нинимяки — жителей по ревизии 17 м. п., 14 ж. п. 

Васькелево — жителей по ревизии 33 м. п., 45 ж. п. 

Волково — жителей по ревизии 8 м. п., 9 ж. п. 

Юшкелово — жителей по ревизии 16 м. п., 18 ж. п. 

Симанова — жителей по ревизии 19 м. п., 19 ж. п. (1838 год)

В пояснительном тексте к этнографической карте Санкт-Петербургской губернии П. И. Кёппена 1849 года записаны: 
- Nenämäki, Herrensitz (мыза Ненемяки), количество жителей на 1848 год: ижоры — 5 м. п., 4 ж. п., всего 9 человек
- Dorf Nenämäki (деревня Ненемяки), количество жителей на 1848 год: ижоры — 19 м. п., 16 ж. п., всего 35 человек[7]

НИНИМЯКИ — деревня действительного статского советника Громова, по просёлочной дороге, 4 двора, 13 душ м. п. (1856 год)

НЮНЬЯМЯККИ (ПЕНЬЕ) — деревня владельческая, при оз. Лемболовском и речке Пень; 6 дворов, жителей 19 м. п., 36 ж. п.; (1862 год)

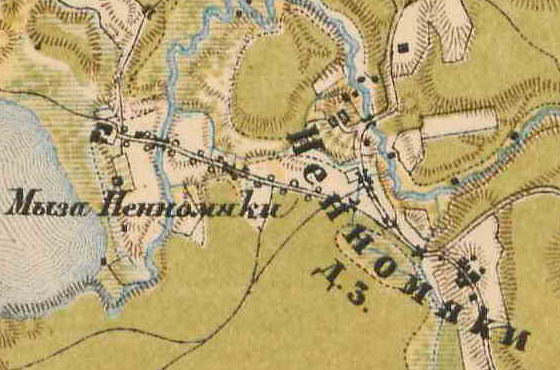
План деревни Ненимяки. 1885 год

В 1885 году деревня насчитывала 3 двора.

НЕНЮМЯКИ — владельческая усадьба при Гарболовской просёлочной дороге, при о. Лемболовском 8 дворов, 12 м.п., 12 ж.п., всего 24 чел. кузница.

НЕНЮМЯКИ — деревня на земле Мяккинского сельского общества, при Гарболовской просёлочной дороге, при реке без названия 9 дворов, 33 м.п., 26 ж.п., всего 59 чел. (1896 год)

В конце XIX — начале XX века деревня административно относилась к Коркомякской волости 4-го стана Санкт-Петербургского уезда Санкт-Петербургской губернии. Население деревни было однородным — ижорским.

НИНИМЯККИ — селение Коркомякской волости, число домохозяев — 6, наличных душ: 25 м. п., 21 ж. п., обоего пола — 56. Количество надельной земли — 49, размер пахотной земли — 12, размер лесного надела — 18 (в десятинах). (1905 год)

В 1905 году землевладельцем в Ненюмякках был капитан 2-го ранга Сергей Павлович Гернет, ему принадлежало 1366 десятин земли.
В 1908 году в деревне проживали 54 человека из них 4 детей школьного возраста (от 8 до 11 лет).
Согласно переписи населения СССР 1926 года:

НИНИМЯККИ — деревня Троицемякского сельсовета Куйвозовской волости Ленинградского уезда, 31 хозяйство, 157 душ.

Из них: русских — 22 хозяйства, 125 душ; ингерманландцев — 1 хозяйство, 5 душ; суоми — 7 хозяйств, 25 душ; латышей — 1 хозяйство, 2 души. (1926 год)

В 1928 году население деревни также составляло 157 человек.
По административным данным 1933 года деревня Ненимяки относилась к Троицемягскому сельсовету Куйвозовского финского национального района.
В 1936 году население деревни было депортировано в восточные районы Ленинградской области, дома были разобраны. Место заросло лесом или стало занято дачами. Ойконим Ненимяки сохранился за посёлком (бывшая воинская часть), находящимся в 2 км от места бывшей деревни. С 1970-х годов воинская часть и городок официально называются «деревня Ненимяки».
По данным 1966, 1973 и 1990 годов деревня Ненимяки входила в состав Куйвозовского сельсовета.
В 1997 году в деревне проживали 1328 человек, в 2002 году — 1455 человек (русских — 85%), в 2007 году — 1250.

## География
Деревня расположена в северной части района на автодороге А120 (Санкт-Петербургское северное полукольцо, бывшая 41А-189 «Магистральная» (Р21 — Васкелово — А121 — А181)).
Расстояние до административного центра поселения, деревни Куйвози — 4 км.
Расстояние до ближайшей железнодорожной станции Васкелово — 1,5 км.

## Демография
| 2007 | 2010  | 2017  |
| ---- | ----- | ----- |
| 1250 | ↘1168 | ↗1170 |

### Национальный состав
Согласно данным Всероссийской переписи населения 2021 года в деревне проживали 1192 человек, из них:
 русские — 1159, украинцы — 5, адыгейцы — 3, ругульцы — 3, азербайджанцы — 2, таджики — 2, татары — 2, белорусы — 1, молдаване — 1, мордва — 1, узбеки — 1, другие национальности — 8 человек, остальные национальность не указали.

## Предприятия и организации
- Фельдшерско-акушерский пункт
- Войсковая часть 02176
- Почтовое отделение 188696

## Жилищное строительство
В деревне 16 жилых многоквартирных домов.
Из них четыре дома 1959 года постройки, четыре дома 1960 года постройки, два дома 1961 года постройки, один дом 1970 года постройки, один дом 1974 года постройки, один дом 1976 года постройки, один дом 1980 года постройки, один дом 1986 года постройки и один дом 1993 года постройки.
Из них: пять домов одноэтажных, шесть домов двухэтажных, шесть домов пятиэтажных.